# Поли, Марио Аурелио
Марио Аурелио Поли (исп. Mario Aurelio Poli; род. 29 ноября 1947, Буэнос-Айрес, Аргентина) — аргентинский кардинал. Титулярный епископ Абидды и вспомогательный епископ архиепархии Буэнос-Айреса с 20 апреля 2002 по 24 июня 2008. Епископ Санта-Росы с 24 июня 2008 по 28 марта 2013. Архиепископ Буэнос-Айреса и примас Аргентины с 28 марта 2013 по 26 мая 2023. Ординарий Аргентины для верных восточного обряда с 4 мая 2013. Кардинал-священник с титулом церкви Сан-Роберто-Беллармино с 22 февраля 2014.

## Биография
Марио Аурелио Поли родился 29 ноября 1947 года в Буэнос-Айресе, Аргентина. После получения богословского образования был рукоположён 25 ноября 1978 года в священника.
8 февраля 2002 года Римский папа Иоанн Павел II назначил Марио Аурелио Поли титулярным епископом Абидды и вспомогательным епископом архиепархии Буэнос-Айреса. 20 апреля 2002 года состоялось рукоположение Марио Аурелио Поли в епископа, которое совершил кардинал Хорхе Марио Бергольо.
24 июня 2008 года Римский папа Бенедикт XVI назначил Марио Аурелио Поли епископом Санта-Росы.
28 марта 2013 года Римский папа Франциск назначил Марио Аурелио Поли архиепископом — митрополитом Буэнос-Айреса и примасом Аргентины. Марио Аурелио Поли тем самым стал первым епископом, назначенным Папой Франциском.

## Кардинал
12 января 2014 года было объявлено, что Марио Аурелио Поли будет возведён в кардиналы на консистории от 22 февраля 2014 года.
26 мая 2023 года Папа римский принял отставку кардинала Марио Аурелио Поли с поста архиепископа Буэнос-Айреса и назначил его преемником монсеньора Хорхе Игнасио Гарсия Куэрва, бывшего до этого епископом Рио-Гальегоса.